# Daddato
Daddato – osada w północnym Dżibuti, przy granicy z Erytreą, w regionie Obock. Liczy około 800 mieszkańców (2006) i jest największym osiedlem przy granicy z Erytreą. Gdy w czasach kolonialnych Francuzi i Włosi wyznaczali granice własnych posiadłości Daddato stało się punktem odniesienie dla ich przebiegu. Od tego czasu granica dżibutyjsko-erytrejska zmieniła się, lecz osiedle pozostało w pasie przygranicznym
Przemysł spożywczy.